# ファシズムの定義
ファシズムの定義は、ファシズムやファシストの政府や統治に関する、定義や認識や簡潔な説明である。しかし、その見解は多くの学者の間で非常に異なっており統一的な合意は存在しない。ここでは主要な歴史学者や政治学者、政治家などによる、ファシズムやその中核となる信条の説明を記載する。

## 概要
多くの学者の見解では、ファシストによる体制(fascist regime)は最も権威主義的な統治形態のひとつであるが、権威主義的な体制の全てがファシストによる体制ではない。ファシストによる体制は権威主義の特徴を持っているが、明確な特徴が必要である。
同様にイデオロギーとしての「ファシズム」も定義が困難である。ファシズムの起源は、イタリアという1国家でベニート・ムッソリーニのリーダーシップのもとで行われた、30年間弱の期間に存在し、そのうち1922年から1943年には統治した、サンディカリズムとコーポラティズムに結び付けられた政治運動である。仮に「ファシズム」の定義をオリジナルのイタリアのファシズムに限定する場合は、「ファシズム」はイタリアの政治以外への影響は少ない。多くの学者は「ファシズム」の用語を、より広い意味で、その思想やグループの影響を受けたより多くの国や多くの時代について使用する傾向がある。
このため学者により「最小限のファシスト」(fascist minimum)という識別が考えられた。最小限のファシストとは、ファシストと考えるための一定の政治的集団の条件に合致したものである。また何人かの学者はファシズムの終末論的、千年王国的な側面を調査した。多数の学者によれば、ファシズムには社会運動として左と右の両方の影響があるが、特に権力獲得後のファシズムは歴史的には共産主義や保守主義や議会制民主主義を攻撃したため、主に極右からの支持を引きつけた。

## ベニート・ムッソリーニ
ベニート・ムッソリーニは以下の発言をした。

## セルジオ・パヌンツィオ
イタリアのサンディカリスムの理論家で、後にファシズムの理論家となったセルジオ・パヌンツィオは、以下の発言をした。

## フランクリン・ルーズベルト
第32代アメリカ合衆国大統領のフランクリン・ルーズベルトは以下の発言をした。

## ジョン・フリン
アメリカ合衆国のジャーナリストのジョン・フリン(en:John T. Flynn)は、1944年の論争の著作「As we go marching」で、彼が資本主義を転覆させると考え出した社会主義や社会民主主義の傾向を攻撃した。彼はファシズムを、イタリアのムッソリーニの分析を基礎として以下のように特徴づけた。

## ウンベルト・エーコ
イタリアの作家で学者のウンベルト・エーコは、1995年の小論文「永遠のファシズム」で、ファシストのイデオロギーの一般的特徴を一覧にすることを試みた。彼は、これらを理路整然とした体系に組織化するのは困難だが、しかし「それらの1つが表れてファシズムが凝固する事を許すならば充分だ」と述べた。彼は、ファシズムの異なった歴史上の体制の汎用的な記述を表す用語として「Ur-fascism」を使用した。彼が一覧化したファシズムの特徴は以下である。

## マルクス主義者による定義
1935年には、ファシストの政治運動はヨーロッパ諸国で力を持ち、共産主義者の組織としばしば暴力行為が行われたため、マルクス主義者にとって「ファシズム」を正確に定義する事が、闘うために重要になった。このためコミンテルンは以下の定義を発行した。
マルクス主義者の多くは、コミンテルンのメンバーではない者を含め、この定義に賛成した。マルクス主義者は、ファシズムは支配階級（特に資本主義者のブルジョワジー）が直面している差し迫ったプロレタリア革命に対して、その権力を維持するための最後の試みとして登場した、と論じた。ファシストの運動は必ずしも支配階級によって「作られた」ものではなかったが、彼らは支配階級の援助により政治的な力を得る事によって、大きなビジネスから収益を上げることができた。そして権力掌握後、ファシストは彼らの後援者に利益を供与した。（全ての資本家にはその利益は必要でなかったが、彼らに権力を与えた特定の資本家には利益を供与した。）
レフ・トロツキーは以下のように記した。

イタリア共産党設立者のアマデーオ・ボルディーガ(en:Amadeo Bordiga)は、ファシズムに対して少し異なった見解を採用した。彼はファシズムは、ブルジョワジーの規則の少し異なった形態であり、ブルジョワ民主主義や伝統的な王政と同じレベルとみなした。彼はファシズムを、特別に反動であるとか、何らかの例外であるとは信じなかった。
「マルクス主義者の百科事典」は、ファシズムを「右翼、猛烈なナショナリスト、哲学における主観論者、実践における全体主義者」と定義し、その特定を「資本主義の政府による極端な反動」としたが、この伝統的な定義を超えて以下のファシズムの9つの基本的な特徴もリストした。

## 無政府資本主義者による定義
無政府資本主義者（アナルコ・キャピタリスト）による定義には以下がある。

## ロバート・パクストン
コロンビア大学名誉教授のロバート・パクストンは著書「ファシズムの解剖学」で多数のファシズム論を比較し、単なる資本主義論や全体主義論、暴力主義論、中産階級支持論などの従来の定義は断片的・一面的であるとして、ファシズムの特徴を以下のように定義した。

## 谷沢永一
谷沢永一は著書『広辞苑の嘘』でファシズムという言葉を言語として定義づけるのは非常に難しいとしている。ファシズムは自ら規定を行なっておらず、ファシズムを敵とした人民戦線も定義できなかった。「コミンテルンから敵と思われているものがファシズムである」が、比較的分かりやすい定義であり、敵を罵るときに使う言葉としている。例としてコミンテルンの「国際ファシズムおよびそれとの闘争手段」(1929年3月10日付)という一文を取り上げ、あれこれ言及しているだけで、気に入らない者はみんなファシズムであり、ファシズムは悪とされているとしている。

## 西義之
西義之は「革新陣営からなにかにつけて、相手をただやっつける言葉として投げつけられる語」と言い、歴史上のファシズムが反共であったことは確かだが、反共がファシズムであったというのは真実ではないとしている。共産主義は天皇制廃止、企業国有化、私有財産否定、宗教否定、言論・思想の規制などの面があり、その一つからいくつかに対する反対の立場が有り得るゆえ、その「反共」がファシズムであると決めつけることは単純な二元論に過ぎないと述べている。